# Roger II. Trencavel
Roger II. Trencavel († 1194) war Vizegraf von Béziers, Carcassonne und Albi von 1167 bis 1194. Er war der Sohn von Raimund I. Trencavel und seiner Gattin Saure.

## Leben
Er folgte seinem Vater nach, der von den Konsuln von Béziers am 15. Oktober 1167 umgebracht worden war. Seine Regierungszeit war geprägt durch das Aufkommen der Katharer und den Versuchen der katholischen Kirche, diese Häresie zu bekämpfen. Besonders in der Belagerung von Lavaur kumulierte dieser Streit, der unter anderem auch die zwischenzeitliche Exkommunikation von Roger nach sich zog.
Im Jahr 1170 heiratete er Adelheid die Tochter des Grafen Raimund V. von Toulouse. Nach 13 Jahren Ehe bekam das Paar den erhofften Nachwuchs, Raimund-Roger. Im selben Jahr wurde seine Schwester Béatrix mit Raimund VI. von Toulouse vermählt.
Roger und seine Gemahlin wurden in einer Gruft der Abtei von Cassan begraben.